# Christine Majerus
Christine Majerus (* 25. Februar 1987 in Luxemburg) ist eine luxemburgische Radrennfahrerin. Sie ist die dominierende Radsportlerin ihres Landes seit Mitte der 2000er-Jahre.

## Sportlicher Werdegang
2007, mit 20 Jahren, errang Christine Majerus ihren ersten nationalen Titel, als sie luxemburgische Meisterin im Einzelzeitfahren wurde. Ab 2010 wurde sie zur dominierenden Fahrerin des Landes und gewann bis 2024 nicht weniger als 43 Landesmeistertitel, im Straßenrennen (14 Mal von 2010 bis 2023), im Einzelzeitfahren (16 Mal von 2007 bis 2022, dazu 2024) und bei den Luxemburgischen Cyclocross-Meisterschaften (12 Mal von 2010 bis 2022). Ab 2023 im Cyclocross und 2024 im Straßenrennen musste sie die Vorherrschaft an Marie Schreiber abtreten. Im Einzelzeitfahren riss ihre Serie 2023 gegen Nina Berton, doch gewann sie 2024 erneut.
International fuhr Majerus von 2008 bis 2012 mit der französischen Mannschaft ESGL 93-GSD Gestion, 2013 für die belgische Mannschaft Sengers Ladies. In jenem Jahr erzielte sie beim Sparkassen Giro Bochum ihren ersten internationalen Sieg. In der Folge erhielt sie ab 2014 einen Vertrag bei Boels Dolmans (seit 2021: Team SD Worx), einem der besten Teams der Welt, das in jener Zeit wiederholt die Weltmeisterin stellte. Die Periode von 2015 bis 2019 war Majerus’ erfolgreichste internationale Zeit mit einer Reihe von Siegen; in der UCI Women’s WorldTour gewann sie 2016 eine Etappe der britischen Women’s Tour und 2019 die Gesamtwertung der Boels Ladies Tour. Hinzu kamen mehrere Erfolge im Mannschaftszeitfahren, insbesondere wurde sie 2016 gemeinsam mit der Mannschaft von Boels Dolmans Weltmeisterin im Mannschaftszeitfahren, in den Jahren 2015, 2017 und 2018 errang die Mannschaft ebenfalls mit Majerus in ihren Reihen Silber.
Ab 2020 ließen Majerus’ eigene Erfolge nach, doch war sie weiter eine wichtige Helferin in ihrem Team, das die WorldTour dominierte. In der Tour of Britain Women 2024 vergab sie einen Etappensieg, indem sie zu früh jubelte.
Majerus vertrat Luxemburg 2012, 2016, 2021 und 2024 bei den Olympischen Spielen im Straßenrennen. Während der Eröffnungsfeier der Olympischen Sommerspiele 2020 war sie gemeinsam mit dem Schwimmer Raphaël Stacchiotti die Fahnenträgerin ihrer Nation. Das Erreichen der Spiele 2024 gab sie als ihr letztes Karriereziel aus.
Im Cyclocross gewann Majerus außer heimischen Rennen mehrere Läufe der schweizerischen und französischen Rennserien, der EKZ CrossTour bzw. der Coupe de France. In Belgien gewann sie 2017 den Cyclocross Otegem und 2020 den Kasteelcross Zonnebeke, ein Sieg in einem Klassementscross oder ein Weltcup-Podium blieben ihr jedoch trotz zahlreicher guter Platzierungen versagt. Bei den Cyclocross-Weltmeisterschaften 2018 kam sie auf den vierten Platz.

## Diverses
2013, von 2015 bis 2019 sowie 2021 wurde Majerus zur luxemburgischen Sportlerin des Jahres gewählt. Sie ist nicht verwandt mit dem Radsportler Jean Majerus.
2022 erschien das Kinderbuch E Vëlo fir de Muli mit Zeichnungen von Christine Majerus und Texten von Christine Anen.

## Erfolge
2007
- Luxemburgische Meisterin – Einzelzeitfahren

2008
- Luxemburgische Meisterin – Einzelzeitfahren

2009
- Luxemburgische Meisterin – Einzelzeitfahren

2010
- Luxemburgische Meisterin – Straßenrennen, Einzelzeitfahren, Cyclocross

2011
- Luxemburgische Meisterin – Straßenrennen, Einzelzeitfahren, Cyclocross

2012
- Luxemburgische Meisterin – Straßenrennen, Einzelzeitfahren, Cyclocross

2013
- Luxemburgische Meisterin – Straßenrennen, Einzelzeitfahren, Cyclocross
- Sparkassen Giro Bochum

2014
- Luxemburgische Meisterin – Straßenrennen, Einzelzeitfahren, Cyclocross

2015
- Weltmeisterschaft – Mannschaftszeitfahren (mit Ellen van Dijk, Evelyn Stevens, Katarzyna Pawłowska, Chantal Blaak und Lizzie Armitstead)
- eine Etappe The Women’s Tour
- Luxemburgische Meisterin – Straßenrennen, Einzelzeitfahren, Cyclocross

2016
- Weltmeisterin – Mannschaftszeitfahren
- Mannschaftszeitfahren Energiewacht Tour (mit Chantal Blaak, Amalie Dideriksen, Ellen van Dijk, Nikki Harris und Romy Kasper)
- eine Etappe Women’s Tour
- Luxemburgische Meisterin – Straßenrennen, Einzelzeitfahren, Cyclocross
- Dwars door de Westhoek
- La Classique Morbihan

2017
- Gesamtwertung, eine Etappe und Punktewertung Festival Elsy Jacobs
- Luxemburgische Meisterin – Straßenrennen, Einzelzeitfahren, Cyclocross
- Mannschaftszeitfahren Open de Suède Vårgårda
- Weltmeisterschaft – Mannschaftszeitfahren

2018
- Mannschaftszeitfahren Healthy Ageing Tour
- eine Etappe Festival Elsy Jacobs
- Luxemburgische Meisterin – Straßenrennen, Einzelzeitfahren, Cyclocross
- Mannschaftszeitfahren Open de Suède Vårgårda
- Weltmeisterschaft – Mannschaftszeitfahren

2019
- Punktewertung Tour de Yorkshire
- La Classique Morbihan
- Luxemburgische Meisterin – Straßenrennen, Einzelzeitfahren, Cyclocross
- Gesamtwertung Boels Ladies Tour
- Grand Prix d’Isbergues-Pas de Calais Féminin

2020
- Luxemburgische Meisterin – Straßenrennen, Einzelzeitfahren, Cyclocross

2021
- Luxemburgische Meisterin – Straßenrennen[6], Einzelzeitfahren[7]
- Omloop van de Westhoek

2022
- Luxemburgische Meisterin – Straßenrennen, Einzelzeitfahren, Cyclocross
- Drentse Acht van Westerveld

2023
- Luxemburgische Meisterin – Straßenrennen

2024
- Luxemburgische Meisterin – Einzelzeitfahren